# Джейш ат-Таифа аль-Мансура
Джейш ат-Та́ифа аль-Мансу́ра (араб. جيش الطائفة المنصورة‎ — Армия победоносной общины) — иракская суннитская экстремистская военная группировка, участвовавшая в повстанческой войне против международных коалиционных сил, оккупировавших Ирак, а также иракских формирований, созданных при поддержке США. Входила в состав Аль-Каиды в Ираке.
Группировка получила известность благодаря миномётному обстрелу близ моста Аль-Аимма над рекой Тигр, через который шла процессия шиитов в сторону гробницы имам Мусы аль-Казима. Непосредственно из-за обстрела погибло 7 и было ранено 35 человек, а в результате давки на мосту, по различным оценкам, погибло от 953 до 1033 человек, ранения получили от 322 до 815 человек.
В мае 2004 года Джейш ат-Таифа аль-Мансура захватила в заложники сотрудников компании «Интерэнергосервис» Александра Гордиенко и Андрея Мещерякова. В своём заявлении группировка потребовала вывести из Ирака «агрессоров» из других стран.